# John Lithgow
John Arthur Lithgow (Rochester, Nueva York, 19 de octubre de 1945) es un actor estadounidense. Estudió en la Universidad de Harvard y en la Academia de Música y Arte Dramático de Londres antes de hacerse conocido por su diverso trabajo en el escenario y la pantalla. Ha recibido numerosos galardones, incluidos seis premios Emmy, dos Globos de Oro y dos premios Tony, así como nominaciones a dos premios Óscar, un premio BAFTA y cuatro premios Grammy. Lithgow recibió una estrella en el Paseo de la Fama de Hollywood en 2001 y fue incluido en el Salón de la Fama del Teatro Americano en 2005.

## Biografía

### Infancia y juventud
Lithgow nació en Rochester, Nueva York. Su madre, Sarah Jane (nacida Price), es una actriz retirada, y su padre, que nació en San Felipe de Puerto Plata al norte de la República Dominicana, Arthur Lithgow, fue un productor y director de teatro que estaba a cargo del McCarter Theatre en Princeton, Nueva Jersey. Debido al trabajo de su padre, la familia se trasladó mucho durante su infancia.
Fue a Harvard University, donde se graduó magna cum laude en 1967. Vivió en la Adams House cuando estudiaba allí. Durante su primer año, vivió en el mismo lugar que el exvicepresidente Al Gore y el actor Tommy Lee Jones.

### Vida privada
Lithgow vive actualmente en Los Ángeles aunque acaba de comprar una casa en Ilkley, Yorkshire, y se cree que se retirará para vivir en esa área. Ha estado casado dos veces, con Jean Taynton entre 1966 y 1980, y con Mary Yeager desde 1981. Es padre de tres hijos, Ian (nacido en 1972) de su matrimonio con Taynton, Phoebe (nacida en 1982) y Nathan (nacido en 1983) de su matrimonio con Yeager. Ian realizó apariciones regulares en 3rd Rock from the Sun como Leon, un estudiante, particularmente lento, de la clase del profesor Dr. Solomon.
Lithgow es un pastor registrado del Rose Ministries, y ofició el matrimonio de su hija.

## Filmografía

### Cine
| Año  | Título                                                        | Personaje                              | Ref.   |
| ---- | ------------------------------------------------------------- | -------------------------------------- | ------ |
| 1972 | Dealing: Or the Berkeley-to-Boston Forty-Brick Lost-Bag Blues | John                                   | [ 4 ]  |
| 1976 | Obsession                                                     | Robert LaSalle                         | [ 5 ]  |
| 1978 | The Big Fix                                                   | Sam Sebastian                          | [ 6 ]  |
| 1979 | Rich Kids                                                     | Paul Philips                           | [ 7 ]  |
| 1979 | All That Jazz                                                 | Lucas Sergeant                         | [ 8 ]  |
| 1981 | Blow Out                                                      | Burke                                  | [ 9 ]  |
| 1982 | I'm Dancing as Fast as I Can                                  | Sr. Brunner                            | [ 10 ] |
| 1982 | The World According to Garp                                   | Roberta Muldoon                        |        |
| 1983 | Terms of Endearment                                           | Sam Burns                              |        |
| 1983 | Twilight Zone: The Movie                                      | John Valentine                         |        |
| 1984 | Footloose                                                     | Reverendo Shaw Moore                   | [ 11 ] |
| 1984 | The Adventures of Buckaroo Banzai Across the 8th Dimension    | Dr. Emilio Lizardo / Lord John Whorfin | [ 12 ] |
| 1984 | 2010: The Year We Make Contact                                | Dr. Walter Curnow                      | [ 13 ] |
| 1985 | Santa Claus: The Movie                                        | B.Z.                                   | [ 14 ] |
| 1986 | Mesmerized                                                    | Oliver Thompson                        | [ 15 ] |
| 1986 | The Manhattan Project                                         | John Mathewson                         | [ 16 ] |
| 1987 | Harry and the Hendersons                                      | George Henderson                       | [ 17 ] |
| 1988 | Distant Thunder                                               | Mark Lambert                           | [ 18 ] |
| 1989 | Out Cold                                                      | Dave Geary                             | [ 19 ] |
| 1990 | Memphis Belle                                                 | Ten. Cor. Bruce Derringer              | [ 20 ] |
| 1991 | L.A. Story                                                    | Harry Zell                             | [ 21 ] |
| 1991 | At Play in the Fields of the Lord                             | Leslie Huben                           | [ 22 ] |
| 1991 | Ricochet                                                      | Earl Talbot Blake                      | [ 23 ] |
| 1992 | Raising Cain                                                  | Carter / Cain / Dr. Nix / Josh / Margo | [ 24 ] |
| 1993 | The Wrong Man                                                 | Phillip Mills                          | [ 25 ] |
| 1993 | The Pelican Brief                                             | Smith Keen                             | [ 26 ] |
| 1993 | Love, Cheat & Steal                                           | Paul Harrington                        | [ 27 ] |
| 1993 | Cliffhanger                                                   | Eric Qualen                            | [ 28 ] |
| 1994 | Silent Fall                                                   | Dr. Rene Harlinger                     | [ 29 ] |
| 1994 | Princess Caraboo                                              | Profesor Wilkinson                     | [ 30 ] |
| 1994 | A Good Man in Africa                                          | Arthur Fanshawe                        | [ 31 ] |
| 1996 | Hollow Point                                                  | Thomas Livingston                      | [ 32 ] |
| 1998 | Homegrown                                                     | Malcolm / Robert Stockman              | [ 33 ] |
| 1998 | Johnny Skidmarks                                              | Sargento Larry Skovik                  | [ 34 ] |
| 1998 | A Civil Action                                                | Juez Walter J. Skinner                 | [ 35 ] |
| 2000 | Rugrats in Paris: The Movie                                   | Jean-Claude (voz)                      | [ 36 ] |
| 2001 | Shrek                                                         | Lord Maximus Farquaad (voz)            | [ 37 ] |
| 2002 | Orange County                                                 | Bud Brumder                            | [ 38 ] |
| 2004 | The Life and Death of Peter Sellers                           | Blake Edwards                          |        |
| 2004 | Kinsey                                                        | Alfred Seguine Kinsey                  | [ 39 ] |
| 2006 | Dreamgirls                                                    | Jerry Harris                           | [ 40 ] |
| 2009 | Confessions of a Shopaholic                                   | Edgar West                             | [ 41 ] |
| 2010 | Leap Year                                                     | Jack Brady                             | [ 42 ] |
| 2011 | Rise of the Planet of the Apes                                | Charles Rodman                         | [ 43 ] |
| 2011 | New Year's Eve                                                | Jonathan Cox                           | [ 44 ] |
| 2011 | The Jungle Bunch: The Movie                                   | Maurice (voz)                          | [ 45 ] |
| 2012 | The Campaign                                                  | Glenn Motch                            | [ 46 ] |
| 2012 | This Is 40                                                    | Oliver                                 | [ 47 ] |
| 2014 | El amor es extraño                                            | Benjamin Arthur Hull                   | [ 48 ] |
| 2014 | The Homesman                                                  | Reverendo Alfred Dowd                  |        |
| 2014 | Interstellar                                                  | Donald                                 |        |
| 2016 | The Accountant                                                | Lamar Blackburn                        | [ 49 ] |
| 2016 | Miss Sloane                                                   | Senador Ron M. Sperling                | [ 50 ] |
| 2017 | Beatriz at Dinner                                             | Doug Strutt                            | [ 51 ] |
| 2017 | Daddy's Home 2                                                | Don Whitaker                           | [ 52 ] |
| 2017 | Pitch Perfect 3                                               | Fergus Hobart                          | [ 53 ] |
| 2019 | Late Night                                                    | Walter Newbury                         | [ 54 ] |
| 2019 | The Tomorrow Man                                              | Ed Hemsler                             | [ 55 ] |
| 2019 | Pet Sematary                                                  | Jud Crandall                           | [ 56 ] |
| 2019 | Bombshell                                                     | Roger Ailes                            | [ 57 ] |
| 2022 | The Bubble                                                    | Tom, Presidente del Estudio            | [ 58 ] |
| 2023 | Sharper                                                       | Richard Hobbes                         | [ 59 ] |
| 2023 | Killers of the Flower Moon                                    | Peter Leaward                          | [ 60 ] |
| 2024 | Cabrini                                                       | Mayor Gould                            | [ 61 ] |
| 2024 | Cónclave                                                      | Cardenal Tremblay                      | [ 62 ] |
| 2024 | The Rule of Jenny Pen                                         | Dave Crealy                            | [ 63 ] |
| 2024 | Hechizados                                                    | Ministro Bolinar (voz)                 | [ 64 ] |
| 2025 | Jimpa                                                         | Jimpa                                  | [ 65 ] |

### Televisión
| Año       | Título                                               | Personaje                                                                   | Notas                                               |
| --------- | ---------------------------------------------------- | --------------------------------------------------------------------------- | --------------------------------------------------- |
| 1974      | The Country Girl                                     | Paul Unger                                                                  | Película de televisión                              |
| 1977      | Great Performances                                   | Capitán Thorne                                                              | Episodio: "Secret Service"                          |
| 1980      | The Oldest Living Graduate                           | Clarence Sickenger                                                          | Película de televisión                              |
| 1980      | Mom, the Wolfman and Me                              | Wally                                                                       | Película de televisión                              |
| 1980      | Big Blonde                                           | Herbie Morse                                                                | Película de televisión                              |
| 1982      | Not in Front of the Children                         | Richard Carruthers                                                          | Película de televisión                              |
| 1983      | The Day After                                        | Profesor Joe Huxley                                                         | Película de televisión                              |
| 1984      | Faerie Tale Theatre                                  | Padre de Goldilocks                                                         | Episodio: "Goldilocks and the Three Bears"          |
| 1984      | The Glitter Dome                                     | Sargento Marty Wellborn                                                     | Película de televisión                              |
| 1985–1988 | Saturday Night Live                                  | Él mismo (Anfitrión)                                                        | 3 Episodios                                         |
| 1986      | Amazing Stories (Cuentos asombrosos [Esp])           | John Walters                                                                | Episodio: "The Doll"                                |
| 1986      | Resting Place                                        | Mayor Kendall Laird                                                         | Película de televisión                              |
| 1987      | Baby Girl Scott                                      | Neil Scott                                                                  | Película de televisión                              |
| 1989      | Traveling Man                                        | Ben Cluett                                                                  | Película de televisión                              |
| 1990      | Ivory Hunters                                        | Robert Carter                                                               | Película de televisión                              |
| 1991      | The Boys                                             | Artie Margulies                                                             | Película de televisión                              |
| 1993      | The Country Mouse & the City Mouse: A Christmas Tale | Alexander                                                                   | Voz. Especial de televisión animado                 |
| 1994      | World War II: When Lions Roared                      | Pres. Franklin D. Roosevelt                                                 | Película de televisión                              |
| 1995      | Tales from the Crypt                                 | Dr. Oscar Charles                                                           | Episodio: "You, Murderer"                           |
| 1995      | My Brother's Keeper                                  | Tom Bradley / Bob Bradley                                                   | Película de televisión                              |
| 1995      | Frasier                                              | Madman Martinez                                                             | Voz. Episode: "Someone to Watch Over Me"            |
| 1995      | Redwood Curtain                                      | Laird Riordan                                                               | Película de televisión                              |
| 1995      | The Tuskegee Airmen                                  | Senador Conyers                                                             | Película de televisión                              |
| 1996–2001 | 3rd Rock from the Sun                                | Dick Solomon                                                                | 139 Episodios                                       |
| 1999      | Cosby                                                | Él mismo                                                                    | Episode: "Superstar"                                |
| 2000      | Don Quixote                                          | Don Quixote de la Mancha / Alonso Quijano                                   | Película de televisión                              |
| 2003      | Freedom: A History of Us                             | Benjamin Rush / Roger Williams / Juez Henry Billings Brown / Juez Ward Hunt | Voz. 4 Episodios                                    |
| 2006      | Twenty Good Years                                    | John Mason                                                                  | 13 Episodios                                        |
| 2006      | Wow! Wow! Wubbzy!                                    | Reportero de Noticias                                                       | Voz. 2 Episodios                                    |
| 2009      | Dexter                                               | Arthur Mitchell                                                             | 12 Episodios                                        |
| 2009      | 30 Rock                                              | Él mismo                                                                    | Episodio: "Goodbye, My Friend"                      |
| 2011      | Prohibition                                          | H. L. Mencken                                                               | Voz. 3 Episodios                                    |
| 2011–2014 | How I Met Your Mother                                | Jerome "Jerry" Whitaker                                                     | 4 Episodios                                         |
| 2013      | Timms Valley                                         | Ol' Gregory Timms                                                           | Voz. Episodio Piloto                                |
| 2013–2014 | Once Upon a Time in Wonderland                       | Percy, el Conejo Blanco                                                     | Voz. 13 Episodios                                   |
| 2014      | Drunk History                                        | William Randolph Hearst / George Washington                                 | 2 Episodios                                         |
| 2015      | Louie                                                | Hombre divertido                                                            | Episodio: "Sleepover"                               |
| 2016–2019 | The Crown                                            | Winston Churchill                                                           | 11 Episodios                                        |
| 2017      | Trial & Error                                        | Profesor Larry Henderson                                                    | 13 Episodios                                        |
| 2019      | The Simpsons                                         | Él mismo                                                                    | Voz. Episodio: "I'm Just a Girl Who Can't Say D'oh" |
| 2020      | Perry Mason                                          | Elias Birchard "E.B." Jonathan                                              | 5 Episodios                                         |
| 2021      | Dexter: New Blood                                    | Arthur Mitchell                                                             | Serie limitada                                      |
| 2022-2024 | The Old Man                                          | Harold Harper                                                               | 2 temporadas. Personaje principal                   |
| 2027      | Harry Potter                                         | Albus Dumbledore                                                            | Papel principal                                     |

### Narrador
| Año       | Título                                                         | Notas                                              |
| --------- | -------------------------------------------------------------- | -------------------------------------------------- |
| 1985      | The Amazing Bone                                               | Historia                                           |
| 1992      | Dr. Seuss Video Classics: Yertle the Turtle                    | Historia                                           |
| 1993      | Sylvester and the Magic Pebble                                 | Historia                                           |
| 1998      | The Gold Rush                                                  | Documental                                         |
| 1999      | Adventures in Time: The National Geographic Millennium Special | Documental                                         |
| 2000      | Culture Shock                                                  | Episodio: "The Shock of the Nude: Manet's Olympia" |
| 2001      | 95 Worlds and Counting                                         | Documental                                         |
| 2001–2010 | Nova                                                           | 6 Episodios                                        |
| 2011      | Truly California: Our State, Our Stories                       | Episodio: "Miracle in a Box"                       |
| 2014      | Projections of America                                         | Documental                                         |

## Radiografía
| Año        | Título    | Personaje | Notas       |
| ---------- | --------- | --------- | ----------- |
| 1981, 1983 | Star Wars | Yoda      | Radio drama |

Desde 1978 a 1982 participó en 10 episodios de CBS Radio Mistery Theatre

## Teatro
| Año       | Título                                           | Personaje                   | Director                 | Sede                         |
| --------- | ------------------------------------------------ | --------------------------- | ------------------------ | ---------------------------- |
| 1973      | The Changing Room                                | Kenny Kendal                | Michael Rudman           | Morosco Theatre              |
| 1974      | My Fat Friend                                    | James                       | Robert Moore             | Brooks Atkinson Theatre      |
| 1975      | Hamlet                                           | Laertes / Rey jugador       | Michael Rudman           | Delacorte Theater            |
| 1975      | Trelawny of the 'Wells'                          | Sr. Ferdinand Gadd          | A. J. Antoon             | Vivian Beaumont Theatre      |
| 1976      | A Memory of Two Mondays 27 Wagons Full of Cotton | Kenneth                     | Arvin Brown              | Playhouse Theatre            |
| 1976      | Secret Service                                   | Capitán Thorne              | Daniel Freudenberger     | Playhouse Theatre            |
| 1976      | Boy Meets Girl                                   |                             | Él mismo                 | Playhouse Theatre            |
| 1976–1977 | Comedians                                        | Ged Murray                  | Mike Nichols             | Music Box Theatre            |
| 1977      | Anna Christie                                    | Mat Burke                   | José Quintero            | Imperial Theatre             |
| 1978      | Once in a Lifetime                               | George Lewis                | Tom Moore                | Circle in the Square Theatre |
| 1979      | Spokesong                                        | Frank                       | Kenneth Frankel          | Circle in the Square Theatre |
| 1980      | Salt Lake City Skyline                           | Joe Hill                    | Robert Allan Ackerman    | The Public Theater           |
| 1980      | Division Street                                  | Chris                       | Tom Moore                | Ambassador Theatre           |
| 1981–1982 | Kaufman at Large                                 | George S. Kaufman           | Él mismo / Steven Robman | Marymount Manhattan Theatre  |
| 1982      | Beyond Therapy                                   | Bruce                       | John Madden              | Brooks Atkinson Theatre      |
| 1985      | Requiem for a Heavyweight                        | Harlan "Montaña" McClintock | Arvin Brown              | Martin Beck Theatre          |
| 1986–1987 | The Front Page                                   | Walter Burns                | Jerry Zaks               | Vivian Beaumont Theatre      |
| 1988–1990 | M. Butterfly                                     | Rene Gallimard              | John Dexter              | Eugene O'Neill Theatre       |
| 2002      | Sweet Smell of Success                           | J. J. Hunsecker             | Nicholas Hytner          | Martin Beck Theatre          |
| 2003–2004 | The Retreat from Moscow                          | Edward                      | Daniel Sullivan          | Booth Theatre                |
| 2005–2006 | Dirty Rotten Scoundrels                          | Lawrence Jameson            | Jack O'Brien             | Imperial Theatre             |
| 2007      | Twelfth Night                                    | Malvolio                    | Neil Bartlett            | Courtyard Theatre            |
| 2008–2009 | All My Sons                                      | Joe Keller                  | Simon McBurney           | Gerald Schoenfeld Theatre    |
| 2010      | Mr. & Mrs. Fitch                                 | Sr. Fitch                   | Scott Ellis              | Second Stage Theatre         |
| 2011      | 8                                                | Theodore Olson              | Joe Mantello             | Eugene O'Neill Theatre       |
| 2012      | The Columnist                                    | Joseph Alsop                | Daniel Sullivan          | Samuel J. Friedman Theatre   |
| 2012–2013 | The Magistrate                                   | Aeneas Posket               | Timothy Sheader          | Royal National Theatre       |
| 2014      | King Lear                                        | Leir de Bretaña             | Daniel Sullivan          | Delacorte Theater            |
| 2014–2015 | A Delicate Balance                               | Tobias                      | Pam MacKinnon            | John Golden Theatre          |
| 2018      | Stories by Heart                                 | Él mismo                    | Daniel Sullivan          | American Airlines Theatre    |
| 2018      | Candide                                          | Voltaire / Dr. Pangloss     | Gary Griffin             | Carnegie Hall                |
| 2019      | Hillary and Clinton                              | Bill Clinton                | Joe Mantello             | John Golden Theatre          |

### Audio drama
| Año  | Título              | Personaje     | Autor                   | Compañía productora |
| ---- | ------------------- | ------------- | ----------------------- | ------------------- |
| 2021 | The Sandman: Act II | Joshua Norton | Neil Gaiman, Dirk Maggs | Audible             |

## Premios y nominaciones
Premios Óscar
| Año  | Categoría              | Película                    | Resultado |
| ---- | ---------------------- | --------------------------- | --------- |
| 1983 | Mejor actor de reparto | The World According to Garp | Nominado  |
| 1984 | Mejor actor de reparto | La fuerza del cariño        | Nominado  |

Premios Globo de Oro
| Año  | Categoría                                              | Película              | Resultado |
| ---- | ------------------------------------------------------ | --------------------- | --------- |
| 1997 | Mejor actor de serie de televisión - Comedia o musical | 3rd Rock from the Sun | Ganador   |
| 1998 | Mejor actor de serie de televisión - Comedia o musical | 3rd Rock from the Sun | Nominado  |
| 1999 | Mejor actor de serie de televisión - Comedia o musical | 3rd Rock from the Sun | Nominado  |
| 2010 | Mejor actor de reparto de serie, miniserie o telefilme | Dexter                | Ganador   |
| 2017 | Mejor actor de reparto de serie, miniserie o telefilme | The Crown             | Ganador   |

Premios Primetime Emmy
| Año  | Categoría                              | Trabajo               | Resultado |
| Año  | Categoría                              | Trabajo Nominado      | Resultado |
| ---- | -------------------------------------- | --------------------- | --------- |
| 1984 | Mejor actor de reparto - Miniserie     | The Day After         | Nominado  |
| 1986 | Mejor actor - Miniserie o telefilme    | Resting Place         | Nominado  |
| 1986 | Mejor actor invitado - Serie dramática | Amazing Stories       | Ganador   |
| 1995 | Mejor actor - Miniserie o telefilme    | My Brother's Keeper   | Nominado  |
| 1996 | Mejor actor - Serie de comedia         | 3rd Rock from the Sun | Ganador   |
| 1997 | Mejor actor - Serie de comedia         | 3rd Rock from the Sun | Ganador   |
| 1998 | Mejor actor - Serie de comedia         | 3rd Rock from the Sun | Nominado  |
| 1999 | Mejor actor - Serie de comedia         | 3rd Rock from the Sun | Ganador   |
| 2000 | Mejor actor - Serie de comedia         | 3rd Rock from the Sun | Nominado  |
| 2001 | Mejor actor - Serie de comedia         | 3rd Rock from the Sun | Nominado  |
| 2010 | Mejor actor invitado - Serie dramática | Dexter                | Ganador   |

Premios del Sindicato de Actores
| Año  | Categoría                           | Trabajo               | Resultado |
| ---- | ----------------------------------- | --------------------- | --------- |
| 1997 | Mejor reparto - Serie de Comedia    | 3rd Rock from the Sun | Nominado  |
| 1997 | Mejor actor - Serie de comedia      | 3rd Rock from the Sun | Ganador   |
| 1998 | Mejor reparto - Serie de Comedia    | 3rd Rock from the Sun | Nominado  |
| 1998 | Mejor actor - Serie de comedia      | 3rd Rock from the Sun | Ganador   |
| 1999 | Mejor reparto - Serie de Comedia    | 3rd Rock from the Sun | Nominado  |
| 2001 | Mejor actor - Miniserie o telefilme | Don Quixote           | Nominado  |
| 2010 | Mejor reparto - Serie dramática     | Dexter                | Nominado  |
| 2017 | Mejor actor - Serie dramática       | The Crown             | Ganador   |

Premios Tony
| Año  | Categoría                                   | Trabajo                   | Resultado |
| ---- | ------------------------------------------- | ------------------------- | --------- |
| 1973 | Mejor actor de reparto en una obra          | The Changing Room         | Ganador   |
| 1985 | Mejor actor principal en una obra de teatro | Requiem for a Heavyweight | Nominado  |
| 1988 | Mejor actor principal en una obra de teatro | M. Butterfly              | Nominado  |
| 2002 | Mejor actor principal en un musical         | Sweet Smell of Success    | Ganador   |
| 2005 | Mejor actor principal en un musical         | Dirty Rotten Scoundrels   | Nominado  |
| 2012 | Mejor actor principal en una obra de teatro | The Columnist             | Nominado  |

Premios Grammy
| Año  | Categoría                      | Trabajo                                       | Resultado |
| ---- | ------------------------------ | --------------------------------------------- | --------- |
| 2003 | Mejor álbum hablado para niños | Ogden Nash's the Christmas that Almost wasn't | Nominado  |
| 2005 | Mejor álbum hablado            | The World According to Mr. Rogers             | Nominado  |
| 2005 | Mejor álbum hablado para niños | The Emperor's New Clothes                     | Nominado  |
| 2007 | Mejor álbum musical para niños | The Sunny Side of the Street                  | Nominado  |